# Spoorlijn Lérouville - Metz-Ville
De Spoorlijn Lérouville - Metz-Ville is een Franse spoorlijn van Lérouville via Onville naar Metz. De lijn is 65,0 km lang en heeft als lijnnummer 089 000.

## Geschiedenis
Het gedeelte van Novéant tot Metz werd geopend op 10 juli 1850 als onderdeel van de doorgaande lijn vanuit Nancy door de Compagnie du chemin de fer de Paris à Strasbourg. Na het verlies van Elzas-Lotharingen in de oorlog van 1870 werd het gedeelte van Thiaucourt tot Onville aangelegd en geopend op 22 december 1879 door de Chemins de fer de l'Est. Nadat Elzas-Lotharingen in 1918 weer tot Frans grondgebied ging behoren werd besloten om de lijn uit te bouwen als hoofdlijn tussen Lérouville en Metz om de verbinding met Parijs te realiseren. Daartoe werd het gedeelte tussen Lérouville en Thiaucourt geopend op 15 mei 1931.

## Treindiensten
De SNCF en CFL verzorgen het personenvervoer op dit traject met TGV, TER en RE treinen.
| Serie              | Treinsoort            | Route                                                                                         | Bijzonderheden         |
| ------------------ | --------------------- | --------------------------------------------------------------------------------------------- | ---------------------- |
| TGV 2600           | TGV (SNCF)            | Paris Est – Metz-Ville                                                                        |                        |
| TGV 2820           | TGV (SNCF)            | Paris Est – Metz-Ville – Thionville – Luxemburg                                               |                        |
| Ouigo 7690         | TGV (SNCF)            | Paris Est – [ Metz-Ville ] / [ Lorraine TGV ] – Strasbourg-Ville                              | drie treinen per dag   |
| RE 88500 TER 88500 | RegionalExpress (CFL) | Luxemburg – Thionville – Metz-Ville – Nancy-Ville                                             |                        |
| TER 833450         | TER (SNCF)            | Metz-Ville – Onville – Conflans-Jarny – Verdun                                                | enkele treinen per dag |
| TER 837500         | TER (SNCF)            | Nancy-Ville – Frouard – Pont-à-Mousson – Pagny-sur-Moselle – Metz-Ville                       |                        |
| C 40               | TER (SNCF)            | Metz-Ville – Pagny-sur-Moselle – Pont-à-Mousson – Nancy-Ville – Charmes – Épinal – Remiremont |                        |

## Aansluitingen
In de volgende plaatsen is of was er een aansluiting op de volgende spoorlijnen:
Lérouville
RFN 070 000, spoorlijn tussen Noisy-le-Sec en Strasbourg-Ville
RFN 089 306, raccordement van Lérouville 2
Onville
RFN 094 300, raccordement van Waville
RFN 095 000, spoorlijn tussen Longuyon en Pagny-sur-Moselle
Novéant
RFN 089 506, havenspoorlijn Novéant
RFN 090 000, spoorlijn tussen Frouard en Novéant
Metz-Sablon
RFN 086 000, spoorlijn tussen Conflans-Jarny en Metz-Ville
RFN 192 000, ceinture van Metz
Metz-Ville
RFN 086 000, spoorlijn tussen Conflans-Jarny en Metz-Ville
RFN 099 000, spoorlijn tussen Metz-Ville en Château-Salins
RFN 140 000, spoorlijn tussen Réding en Metz-Ville
RFN 174 000, spoorlijn tussen Metz-Ville en Hargarten-Falck
RFN 180 000, spoorlijn tussen Metz-Ville en Zoufftgen
RFN 191 300, raccordement tussen Metz-Ville en Metz-Marchandises

## Elektrificatie
De lijn werd in 1959 geëlektrificeerd met een wisselspanning van 25.000 volt 50 Hz.

## Galerij

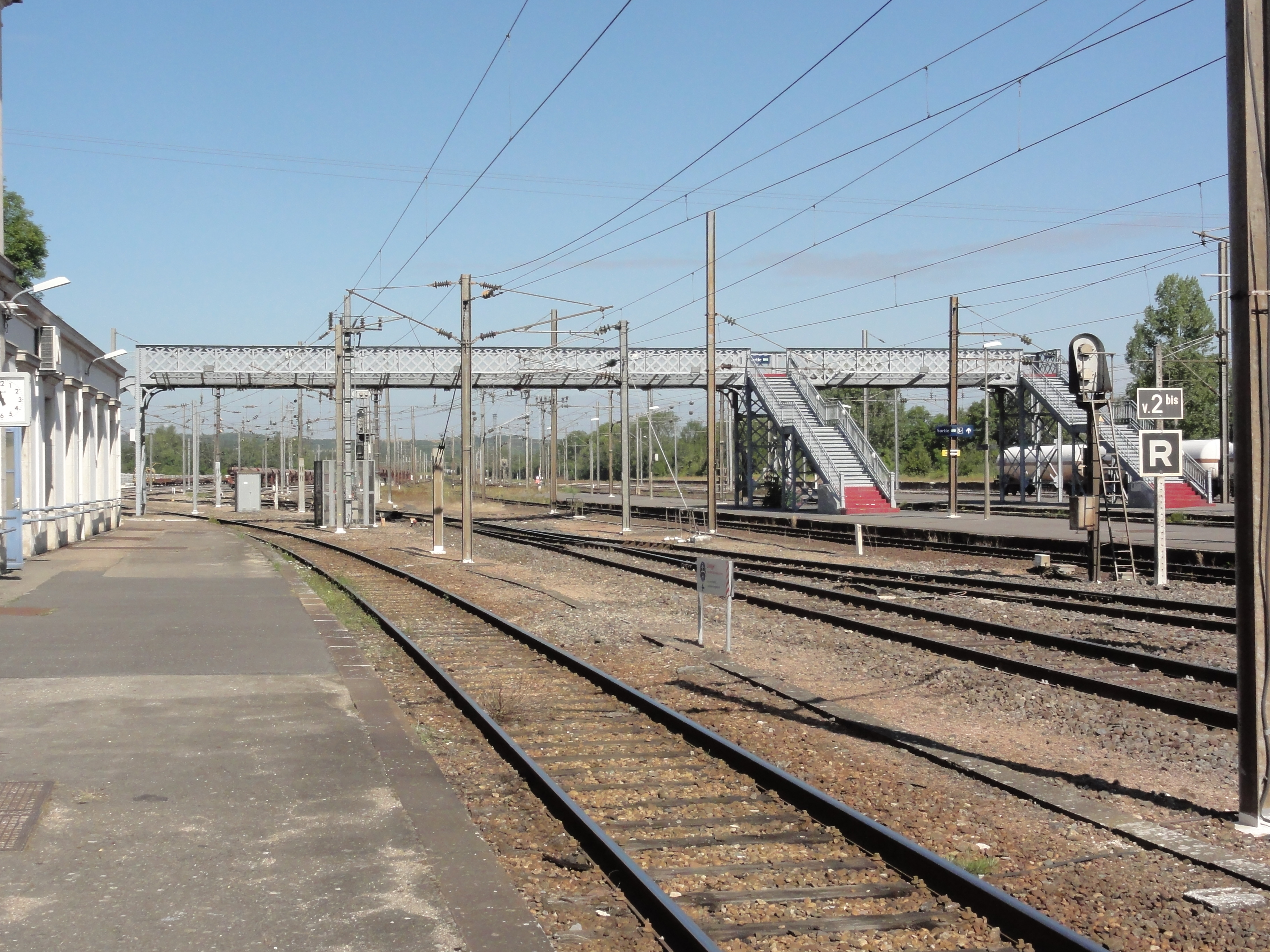
Station Lérouville
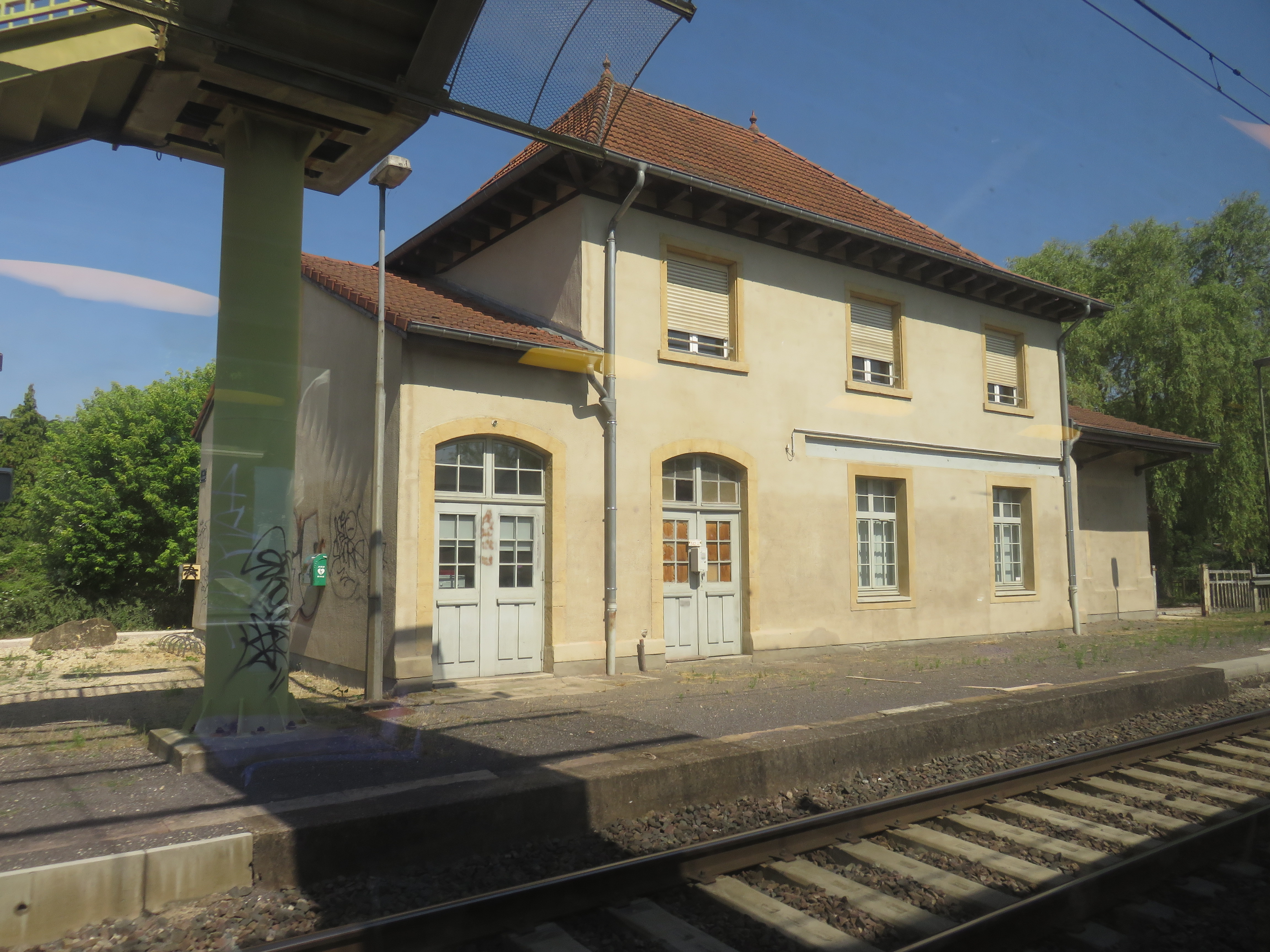
Station Ancy-sur-Moselle
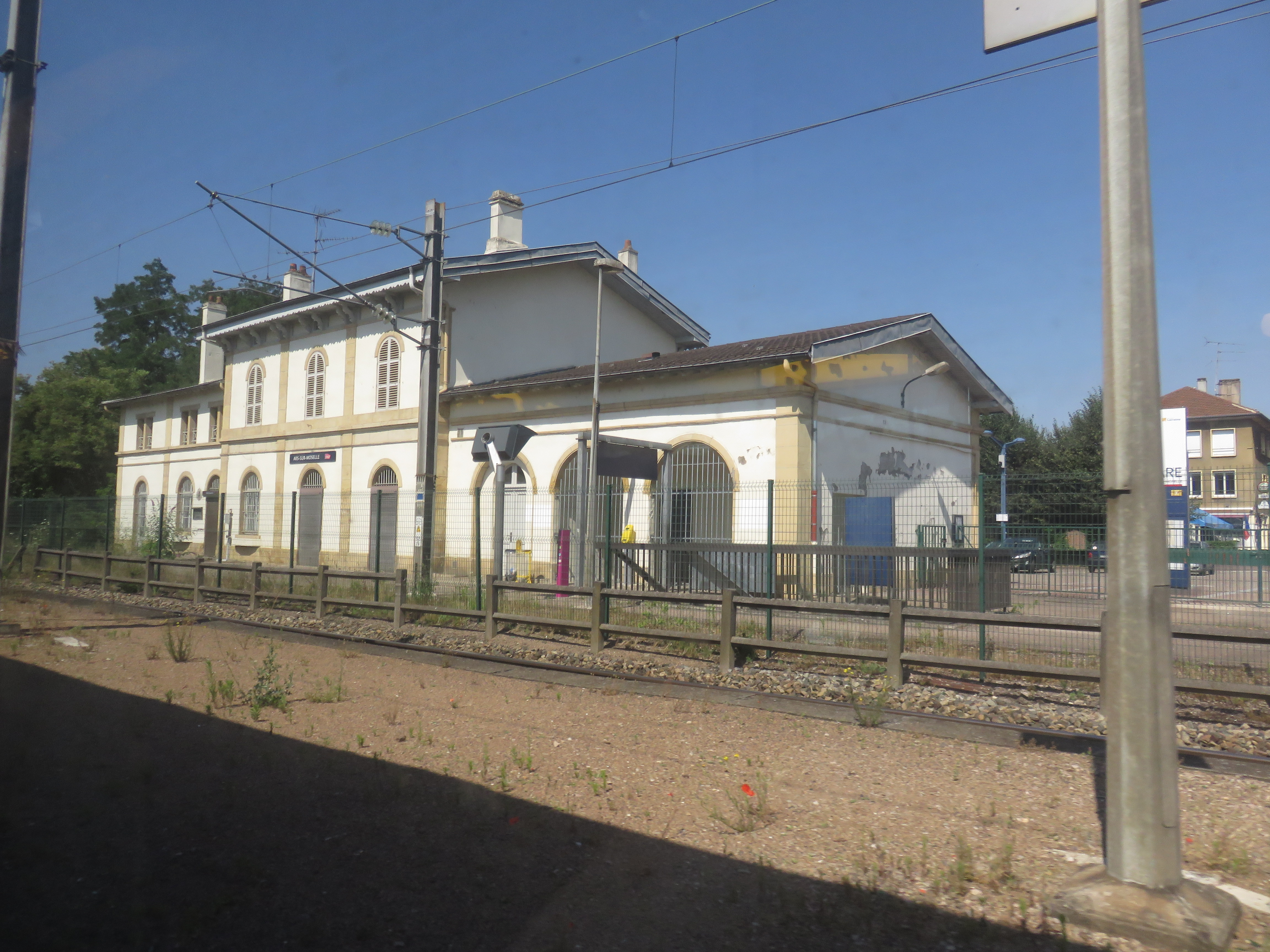
Station Ars-sur-Moselle
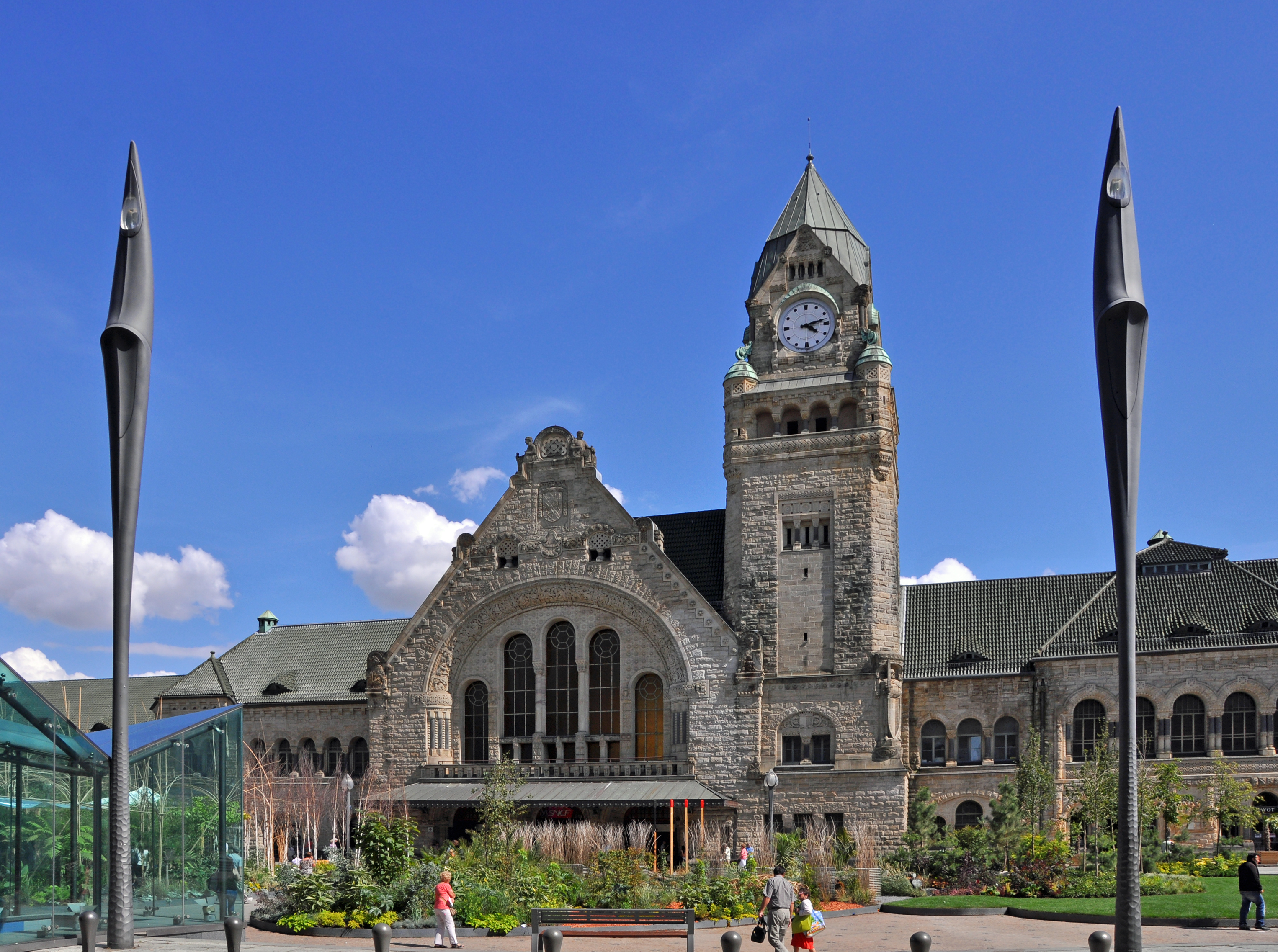
Station Metz-Ville